# Haloschizopera lima
Haloschizopera lima är en kräftdjursart som beskrevs av Becker 1974. Haloschizopera lima ingår i släktet Haloschizopera och familjen Diosaccidae. Inga underarter finns listade i Catalogue of Life.